# IC 4237
IC 4237 је спирална галаксија у сазвјежђу Дјевица која се налази на листи објеката дубоког неба у Индекс каталогу.
Деклинација објекта је - 21° 8' 13" а ректасцензија 13h 24m 32,6s. Привидна величина (магнитуда) објекта IC 4237 износи 12,5 а фотографска магнитуда 13,3. Налази се на удаљености од 39,444 милиона парсека од Сунца. IC 4237 је још познат и под ознакама ESO 576-48, MCG -3-34-68, IRAS 13218-2052, PGC 46878.